# كلاريسا بيرت
كلاريسا بيرت (بالإنجليزية: Clarissa Burt؛ بالإيطالية: Clarissa Burt) هي عارضة وممثلة إيطالية وأمريكية، ولدت في 25 أبريل 1959 في فيلادلفيا في الولايات المتحدة.

## وصلات خارجية
- الموقع الرسمي
- كلاريسا بيرت على موقع IMDb (الإنجليزية)
- كلاريسا بيرت على موقع ميوزك برينز (الإنجليزية)
- كلاريسا بيرت على موقع أول موفي (الإنجليزية)
- كلاريسا بيرت على موقع ديسكوغز (الإنجليزية)
- كلاريسا بيرت على موقع قاعدة بيانات الفيلم (الإنجليزية)
- كلاريسا بيرت على موقع كينوبويسك (الروسية)